# Krautheim (Am Ettersberg)
Krautheim ist ein Ortsteil der Landgemeinde Am Ettersberg im Norden des Landkreises Weimarer Land. 

## Lage
Krautheim liegt im Thüringer Becken und hat noch etwas Einfluss aus der Nordabdachung des Großen Ettersberges nördlich von Weimar. Südlich des Dorfes liegt das Rückhaltebecken Speicher Schwerstedt, der vom Bach Lache gespeist wird. Östlich führt die Bundesstraße 85 vorüber, die mit einer Verbindungsstraße erreichbar ist. Nördlich befindet sich die Talsperre Großbrembach.

## Geschichte

### Geschichte von Krautheim
Ein bereits vor 815 entstandenes Güterverzeichnis der Reichsabtei Hersfeld nennt den Ort Krautheim erstmals als Crutheim. Um 1349 ist ein Ministerialgeschlecht von Krautheim als wettinischer Lehnträger ansässig. Im Mittelalter gehörte Krautheim zur Grundherrschaft der Grafen von Weimar-Orlamünde sowie des Severistiftes Erfurt, der Klöster Pforte und Heusdorf und des Ursulinenklosters und mehrheitlich des Moritzklosters in Naumburg. Ab 1458 gehörte Krautheim zum Besitz der Herren von Meusebach zu Schwerstedt (Amt Buttelstedt). Nachdem der ernestinische Kurfürst im Jahr 1544 das Amt Buttelstedt zurückkaufte, überließ er Krautheim, Weiden und Oberndorf den Herren von Meusebach. Krautheim gehörte seitdem zum Amt Weimar, welches seit 1572 zu Sachsen-Weimar, ab 1741 zu Sachsen-Weimar-Eisenach gehörte. Bei der Verwaltungsreform des Großherzogtums Sachsen-Weimar-Eisenach kam der Ort 1850 zum Verwaltungsbezirk Weimar II und juristisch zum Justizamt Buttstädt.
Haupterwerbsquelle der Bevölkerung bildete die Landwirtschaft. So ist ab 1454 Wein- und ab 1757 Kartoffelanbau nachweisbar. Seit 1378 wurde eine Mühle betrieben, später waren in der Flur zwei Mühlen vorhanden, die Allstedter und Haindorfer Mühle genannt wurden, seit 1797 bestand auch eine Ölmühle. Die Allstedter Mühle, 1,2 km nördlich des Ortes, stellte Ende 1972 ihren Betrieb ein und wurde 1974 abgerissen, als ihr Standort in den Großbrembacher Stausee einbezogen wurde. Die Haindorfer Mühle an der Flurgrenze nach Haindorf arbeitet noch, während die Mühle im Ort ihren Betrieb 1970 einstellte. Ein Backhaus wird bereits 1378 erwähnt.
Durch den Dreißigjährigen Krieg wurde das Dorf zerstört, nachdem das Hochwasser von 1613 bereits starke Verwüstungen angerichtet hatte. Großfeuer wüteten 1676 (19 Häuser), 1693, 1784, 1825 (26 Wohnhäuser) und 1864 (22 Wohnhäuser).
Ab dem 16. Jahrhundert war eine Schule im Dorf vorhanden. Bis 1945 wurde sie einklassig betrieben. Heutzutage werden die Kinder in Buttelstedt eingeschult. Von 1887 bis 1923 besaß das Dorf eine Haltestelle an der Schmalspurstrecke der Weimar-Rastenberger Eisenbahn.
Am 1. Januar 2019 wurde die Gemeinde Krautheim mit weiteren Gemeinden der Verwaltungsgemeinschaft Nordkreis Weimar zur Landgemeinde Am Ettersberg zusammengeschlossen. Die Gemeinde Krautheim bestand aus dem Ort Krautheim und dem Ortsteil Haindorf.

### Geschichte des Ortsteiles Haindorf
Die frühe Besiedlung der Umgegend ist etwa einen Kilometer nördlich von Haindorf belegt. Auf dem sogenannten Allstedter Mühlberg liegt ein jüngerneolithisches Grabenwerk der Salzmünder und Bernburger Kultur. In einem Ablassbrief wurde der Ortsteil erstmals 1322 als Hegendorf erwähnt. Seit dem Mittelalter gehörte das Dorf zum Besitz des Rittergutes in Schwerstedt. Mit diesem gehörte der Ort zum Amt Weimar, welches seit 1572 zu Sachsen-Weimar, ab 1741 zu Sachsen-Weimar-Eisenach gehörte. Bei der Verwaltungsreform des Großherzogtums Sachsen-Weimar-Eisenach kam der Ort 1850 zum Verwaltungsbezirk Weimar II und juristisch zum Justizamt Buttstädt.
Wie auch in den umliegenden Orten bildete die Landwirtschaft den vorherrschenden Erwerbszweig. Auch Weinanbau ist nachweisbar. Vermutlich wurde auch Färberwaid angebaut, denn vor der ehemaligen Schule ist ein Waidmühlstein erhalten. Seit dem 18. Jahrhundert ist eine Schule im Ort nachweisbar. Bis 1945 war nur ein Lehrer für alle Schüler zuständig. Heute sind die Kindertagesstätte Krautheim und die Schule in Buttelstedt Anlaufpunkt für die Betreuung und Bildung der Kinder.

## Wappen
Blasonierung: Das Stadtwappen von Krautheim zeigt unter dem silbernen Schildhaupt mit drei grünen Lindenblättern im gespaltenen Schild  vorn in Blau ein silbernes Mühlrad und hinten den schwarzen Mohrenkopf des heiligen Mauritius, Namenspatron der Krautheimer Kirche, in Gold.

## Sehenswürdigkeiten
Folgende Objekte sind denkmalgeschützt:

### Sehenswürdigkeiten von Krautheim

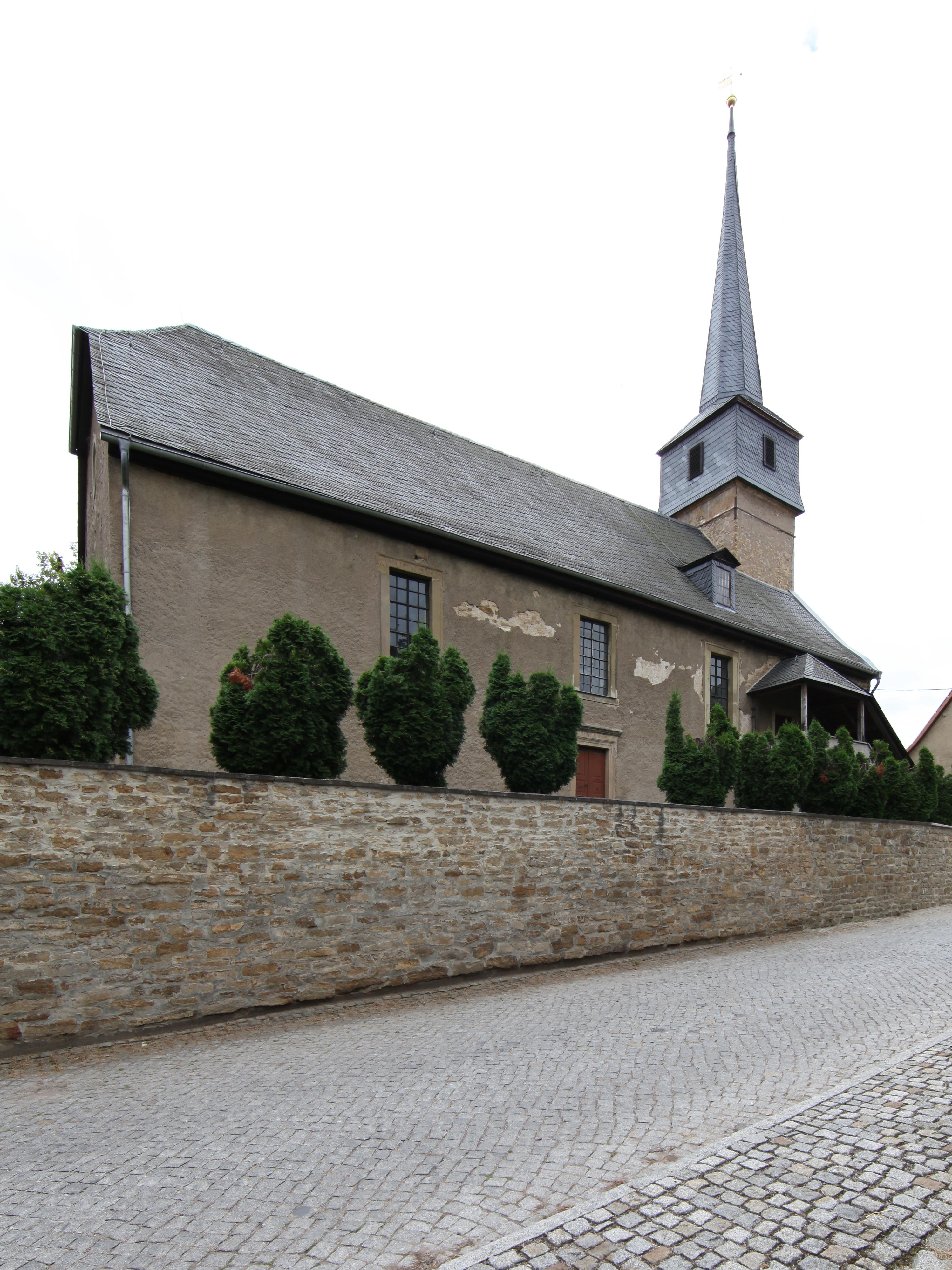
Evangelische Kirche St. Mauritius

- Kirche mit Kirchhof

Die dem Moritzkloster in Naumburg gehörige Ersterwähnung der Kirche St. Mauritius erfolgte 1140. Die zugehörige Pfarrei, deren Patronat später das Schottenkloster in Erfurt hatte, ist erstmals 1280 nachweisbar. Für das 14. Jahrhundert lässt sich anhand von Ablassbriefen aus den Jahren 1322, 1327 und 1379 die Bedeutung der Kirche als Wallfahrtsort nachweisen. 1742 wurde das Gebäude im Stile des Barock umgebaut, wobei unter anderem die Fenster vergrößert und die Emporenzugänge überdacht wurden. Eine Glocke von Hans Jacob König[k] (Erfurt) ist auf 1629 datiert, zwei weitere Glocken aus den Jahren 1907 und 1927 wurden von Franz Schilling Söhne (Apolda) und Franz Schilling (Apolda) gegossen. Die von Johann Michael Hesse erbaute Orgel stammt aus dem Jahr 1760.
- Pfarrhof, Hausnummer 2
- Ehemaliger Gutshof der Domäne Krautheim im Großherzogtum Sachsen-Weimar-Eisenach, Hausnummern 43–45. Das Wohngebäude ist das Geburtshaus von Adolf Brehm (1878–1937), Professor für Rechtswissenschaft der Kaufleute an der Handelshochschule Mannheim 1909–33.

### Sehenswürdigkeiten von Haindorf
- Kirche mit Kirchhof, die Kirche datiert aus dem 17. Jahrhundert
- Ehemalige Schule, Hausnummer 26
- Waidmühlstein vor der ehemaligen Schule
- Geländesporn Talburg, 300 m nordwestlich vom Ort, oberhalb der Haindorfer Mühle (trapezförmiges Plateau von 45X100 m und Reste eines Walles und Grabens lassen an dieser Stelle eine Höhenburg des 9./10. Jahrhunderts vermuten)

## Persönlichkeiten
- Adolf Brehm (* 1878 in Krautheim; † 1937 in Mannheim), Rechtswissenschaftler